# Franco Maria Malfatti
Franco Maria Malfatti (ur. 13 czerwca 1927 w Rzymie, zm. 10 grudnia 1991 w Rzymie) – włoski polityk, minister, przewodniczący Komisji EWG.
W okresie od 1 lipca 1970 do 1 marca 1972 był przewodniczącym Komisji Europejskiej Wspólnoty Gospodarczej.
Był działaczem Chrześcijańskiej Demokracji. Od 7 lipca 1973 do 11 marca 1978 był ministrem oświaty w kolejnych pięciu rządach: Mariano Rumora, Aldo Moro i Giulio Andreottiego. Od 4 sierpnia 1979 do 15 stycznia 1980 był ministrem spraw zagranicznych w rządzie Francesco Cossigi.